# Compsoctena reductella
Compsoctena reductella är en fjärilsart som beskrevs av Walker 1863. Compsoctena reductella ingår i släktet Compsoctena och familjen Eriocottidae. Inga underarter finns listade i Catalogue of Life.